# Dirbach
Dirbach (en luxembourgeois : Dierbech ) est une section des communes luxembourgeoises de Bourscheid et de Goesdorf située dans les cantons de Diekirch et Wiltz.

## Histoire
Dirbach était une section de la commune de Heiderscheid jusqu’à la fusion officielle de cette dernière avec Esch-sur-Sûre le 1er janvier 2012.